# Republika Užicka

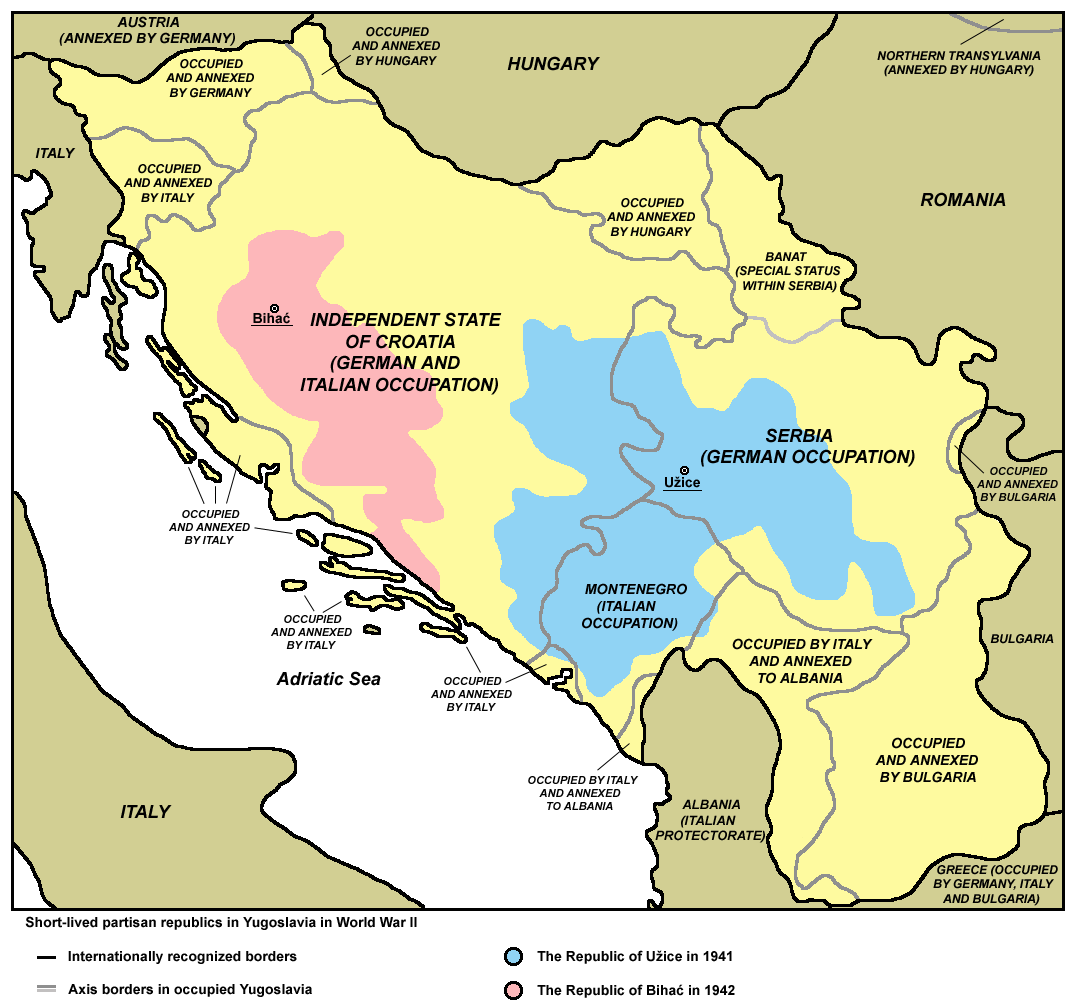
Maksymalny zasięg jaki obejmowały Republika Užicka (na niebiesko), oraz powstała później Republika Bihaćka (na czerwono)

Republika Užicka (serb.-chorw. Ужичка Републикa / Užička Republika) – krótkotrwałe państwo w zachodniej części okupowanej przez Niemcy Serbii, istniejące od sierpnia do grudnia 1941 roku, utworzone przez komunistyczną partyzantkę.

## Historia

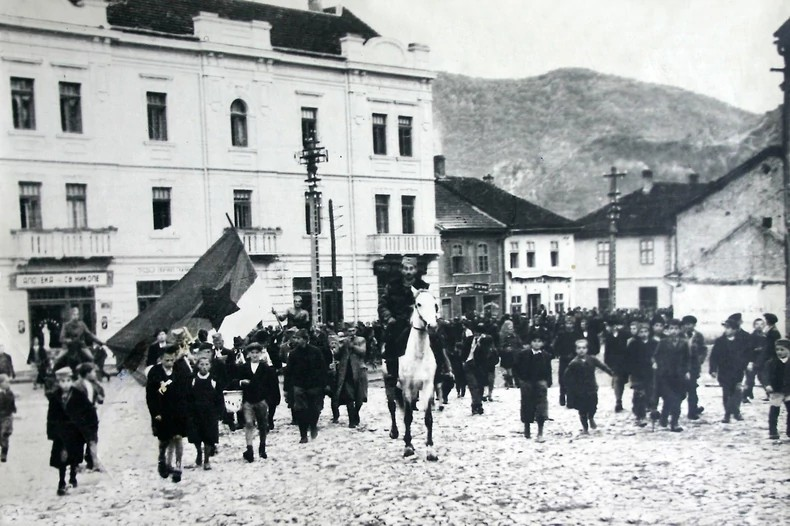
Partyzanci w wyzwolonych Užicach, 24 września 1941

Republika powstała, gdy Narodowa Armia Wyzwolenia Jugosławii (NOVJ) zajęła region Užic (między linią Valjevo-Bajina Bašta na północy, rzeką Driną na zachodzie, rzeką Morawą Zachodnią na wschodzie i regionem Sandżaku na południu) – około 10% terytorium Jugosławii.
Partyzanci przenieśli na te tereny swój Główny Sztab. 26–27 września odbyła się narada dowódców powstań ze Słowenii, Hercegowiny, Chorwacji i Bośni. Na spotkaniu podjęto decyzję o zmianie nazwy Głównego Sztabu na Naczelny Sztab i o reorganizacji ruchu oporu, odtąd Sztab stał się kierownictwem wojskowym i politycznym partyzantki. Na obszary republiki przybyły całe rzesze uchodźców, w tym dzieci, osoby starsze i kobiety. Z mężczyzn przybyłych na ten teren po przeszkoleniu wojskowym utworzono oddziały. Wraz z uciekinierami z innych obszarów kraju, pojawiły się bandy samozwańcze zwalczane przez NOVJ. Działania band były wykorzystywane w propagandzie niemieckiej w celu dyskredytacji ruchu oporu.
Na wyzwolonym obszarze powołano Narodowo-Wyzwoleńcze Komitety. Otwierały one szkoły, roznosiły broń i żywność, budowały szpitale polowe i przygarniały sieroty po zabitych partyzantach. Niemcy przystąpili do kontrofensywy, na Bałkany sprowadzono dywizje z Grecji, Francji, ZSRR oraz kolaborantów – ustaszy, czetników, nediczowców i domobranów. Mimo represji siły ruchu oporu ciągle rosły, pod koniec 1941 partyzantka liczyła już 80 tysięcy żołnierzy, przeciwko którym walczyło 400 tysięcy żołnierzy państw Osi.
W przededniu walk, lider partyzantki, Josip Broz Tito zaproponował czetnikom pokaźną ilość broni wyprodukowaną w fabryce w Užicach. Rozmowy zatrzymał atak na republikę. Z Užic ewakuowano fabryki, magazyn broni, dokumentację sztabową, rannych i chorych oraz wywieziono z niej zapasy żywności i leków. Pokaźne sumy pieniężne partyzantów, 55 milionów dinarów spakowano w 103 worki, które ukryto. Broz opuścił miasto w obliczu nieuchronnej porażki broniących je wojsk partyzanckich. Wraz z częścią oddziałów wycofał się do Zlatiboru. Na miejscowość szybko zaczęli nacierać Niemcy, zostali odparci, a dowódca Jugosłowian wycofał się do Čajetiny, po drodze przyjmując do oddziału ponad trzydziestu żołnierzy, którym udało się wycofać.
Obrona miasta nie została doceniona w mediach aliantów zachodnich, zamiast tego w radiu nadawano komunikaty o działaniach czetników działających na o wiele mniejszą skalę.
Tereny republiki zostały zajęte przez Serbię Nedicia. Oddziały Tito wycofały się w góry. Następną republiką utworzoną przez partyzantów była powstała jesienią 1942 roku Republika Bihaćka, zwana przez Niemców Titolandem – obszar 50 tysięcy kilometrów kwadratowych w okolicach miasta Bihać, kontrolowany przez NOVJ.